# Patrick Estève
Pour les articles homonymes, voir Estève.
Pas d'image ? Cliquez ici

a Compétitions nationales et continentales officielles uniquement.

b Matchs officiels uniquement.
Dernière mise à jour le 23 novembre 2021.
Patrick Estève (dit Le TGV, La Pointe, ou Flint) est un joueur français de rugby à XV, né le 14 février 1959 à Lavelanet, de 1,83 m pour 77 kg.

## Biographie
Il joua trois-quarts aile gauche du Stade lavelanétien, puis du RC Narbonne.
Doté d'une pointe de vitesse phénoménale, il joua en équipe première dans sa ville natale en 1978 et 1979. Vite repéré par Narbonne, il joue alors au côté de Didier Codorniou, et il restera huit saisons au club.
Il est deux années consécutives Le meilleur marqueur d'essais du championnat en 1983 et en 1984.
Le 1er novembre 1984, il joue son premier match avec les Barbarians français contre une équipe du Bataillon de Joinville à Grenoble. Les Baa-Baas l'emportent 44 à 22. Le 22 octobre 1985, il joue de nouveau avec les Barbarians français contre le Japon à Cognac. Les Baa-Baas l'emportent 45 à 4.
Huit ans plus tard, le 19 juin 1993, il est invité pour jouer avec les Barbarians français contre le XV du Président pour le Centenaire du rugby à Grenoble. Les Baa-Baas s'imposent 92 à 34.
Son principal surnom, le TGV, lui fut donné par Roger Couderc.
Il fut coprésident de Lavelanet en 1997 et 1998.

## Palmarès

### En club
- Mai 1979 : champion d'académie du Languedoc à Narbonne sur la piste du stade Egassiairal : 10 s 6 au 100 m.
- Décembre 1983 : sacré Crampon d'Argent après Serge Blanco (Crampon d'Or) ;  Paparemborde (Crampon de Bronze).
- Décembre 1983 : Midi-Olympique lui donne le titre de meilleur ailier mondial et troisième joueur mondial tous postes confondus après Loveridge (demi de mêlée Néo-Zélandais) et Serge Blanco (numéro 1).
- Challenge Yves du Manoir en juin 1984, lors du quart de finale à Montauban Narbonne / Brive, Midi-Olympique, l'Équipe et FR3 Midi-Pyrénées lui décernent le record du plus long essai marqué (105 mètres), toutes compétitions confondues (Coupe de France, Challenge du Manoir et Championnat de France).
- Challenge Yves du Manoir en 1984
- Coupe de France en 1985
- Classé meilleur ailier du Championnat de France par le Midi Olympique en 1983, 1984 et 1985.

### En équipe nationale et internationale
- 25 sélections de 1982 à 1987 avec un total de 11 essais ; meilleur marqueur d'essais en 1982
- Meilleur marqueur du tournoi en 1983 (5, un ou plus à chaque match)
- Sélectionné également avec les Barbarians, après sa fracture du tibia en 1985 au Brésil
- Tournoi des Cinq Nations en 1983 (ex æquo avec l'Irlande) et 1986 (ex æquo avec l'Écosse)
- Il détient le record d'essais marqués dans le Tournoi des 5 Nations avec 5 réalisations, un essai ou plus à chaque match
- Vice-champion du monde en 1987

## Statistiques

### Tournoi des Cinq Nations
| Édition           | Rang | Résultats France | Résultats Estève | Matchs Estève |
| ----------------- | ---- | ---------------- | ---------------- | ------------- |
| Cinq Nations 1983 | 1    | 3 v, 0 n, 1 d    | 3 v, 0 n, 1 d    | 4/4           |
| Cinq Nations 1984 | 2    | 3 v, 0 n, 1 d    | 3 v, 0 n, 1 d    | 4/4           |
| Cinq Nations 1985 | 2    | 2 v, 2 n, 0 d    | 2 v, 2 n, 0 d    | 4/4           |
| Cinq Nations 1986 | 1    | 3 v, 0 n, 1 d    | 1 v, 0 n, 1 d    | 2/4           |

Légende : v = victoire ; n = match nul ; d = défaite ; la ligne est en gras quand il y a Grand Chelem.

### Coupe du monde
| Édition                            | Rang      | Résultats France | Résultats Estève | Matchs Estève |
| ---------------------------------- | --------- | ---------------- | ---------------- | ------------- |
| Nouvelle-Zélande et Australie 1987 | Finaliste | 4 v, 1 n, 1 d    | 1 v, 1 n, 0 d    | 2/6           |

Légende : v = victoire ; n = match nul ; d = défaite.